# IATA 공항 코드 목록
국제 항공 운송 협회(IATA)가 정한 공항 코드 순서에 따른 공항의 목록이다.
공항 코드를 알파벳순에 따라 배열한 것이다. 수가 방대하기 때문에 각 알파벳으로 페이지를 분할한다.

## 같이 보기
- IATA 항공사 코드